# 最終痴漢電車3
『最終痴漢電車3』（さいしゅうちかんでんしゃ3）は、2010年12月17日にアトリエかぐや TEAM HEARTBEATから発売された18禁痴漢陵辱AVGである。
また、2013年に『GOD FINGER 迅』としてTECH GIANでコミカライズされた。

## ストーリー
「悪魔の手」の異名を持つ天才的な痴漢・鷹取迅は、自分と同じ「逸脱者」の女性を求めて日々痴漢をしていたが、ある日痴漢の取り締まりをしていた鉄道警備組織レイヴンに見つかり連行され、やがて意識を失った。
自分の住むアパートで目が覚めた迅は、隣に越してきた間宮薫子から失踪してから一年が経過していたことを知る。そしてその間のブランクからか、今までに培った痴漢の技術の大半が使えないことを知る。知人のTamuraからレイヴンの行動が過激化したことと、同時に都市伝説であった「最終痴漢電車」の目撃情報を聞き、能力を取り戻すため、そして最終痴漢電車で逸脱者を求めるため痴漢の道に再び足を踏み入れた。
本作は「最終痴漢電車」・「最終痴漢電車2」の続編で作中に登場するTamuraと2の田村貞治は同一人物である。

## 用語
特別痴漢車両「最終痴漢電車」
「最終痴漢電車」で天野哲雄が発案した特別路線で、後にある組織の幹部である松尾が継承。そして「最終痴漢電車2」で組織内で危険視されていた幹部の毘沙門堂レオナを処罰した新堂巧にその運営権利が委ねられた特別痴漢電車。
2より数年の月日が経過し、半ば都市伝説として語られていたが、迅がレイヴンに更迭されている間にひっそりと運営された。
レイヴン
近年激化する痴漢犯罪に対し編成された痴漢撲滅鉄道警備団体。最高司令官は新明カノン。メンバー全員が格闘技を習得している女性で構成され、「ネプチューン」・「センチネル」・「ダークスター」の三部隊で編成されている。痴漢を容赦なく取り締まることで電車を利用する女性達からは英雄視されているが、その反面で人権を無視したその私刑的な取締りから問題視もされている。

## 登場人物

### 主要人物
鷹取 迅（たかとり じん）
物語の主人公。「悪魔の手」と呼ばれる女性の性感帯を巧みに突く右手を持つ天才的な痴漢。自らを「逸脱者」と呼び、自分と同じ逸脱者の女性を求めて痴漢をしていたが、ある日レイヴンによって更迭され、1年後に自分の住むアパートで意識を取り戻した。その覚えていない1年の間に起きた出来事によって、痴漢のテクニックの大半を失ってしまっている。｢最終痴漢電車｣の噂を聞き、痴漢の能力を取り戻すだけなく逸脱者も求めて再び痴漢の道に足を踏み入れた。
容姿に優れており、女性にモテるが性格はストイックで興味のないモノには無関心。孤独には慣れている。
錦織 アリサ（にしきおり ありさ）
声：花南
黒羽学園三年生の女子生徒。アイススケート部所属。フィギュアスケートの選手。身長158センチメートル。体重46キログラム。B84/W57/H85。
初めての公式戦でいきなり優勝しており、次の活躍が期待され周りから注目を集めている。演技にこだわりすぎて焦っているため、逆に思うように演技ができず悩んでいる。母・小百合もフィギュアスケートの選手のためか才能もあるが、努力家で真面目な性格の持ち主で考えが多少堅い。
神宮寺 悠璃（じんぐうじ ゆうり）
声：草柳順子
名門校である椿乃女学院二年生。名門財閥の一人娘。身長155センチメートル。体重40キログラム。B80/W55/H83。
今まで箱入り娘として育てられたが、父親から「社会や世論に慣れるように」と言われ、高校進学と同時に電車通学をしている。大事に育てられたため社会を知らず、人を疑うことを知らない純真無垢な性格で電車通学を通して外の世界に興味を持つようになった。
氷室 奏（ひむろ かなで）
声：ももぞの薫
数学教師の女性。男子校である大誠学園に勤務。27歳。1年D組の担任と生活指導も担当している。身長160センチメートル。体重46キログラム。B92/W57/H90。
その手腕を買われ風紀指導の全てを任されるようになったが、サディスティックな性格の持ち主で気に入った男子生徒に目を付けては精神的に追い込んで鞭などで体罰を与えている。
小田切 尚美（おだぎり なおみ）
声：このかなみ
元グラビアアイドルの女性。現在は青年実業家と結婚して芸能界を引退し、数々の書籍を出版してはヒットさせている。セレブ女優として活動中。29歳。身長158センチメートル。体重46キログラム。B95/W58/H97。
元々わがままな性格に加え、多忙な夫とも折り合いがつかず夫婦仲は冷め始め、暇つぶしに夜の街を出歩くようになった。電車に乗る際は、持て余した肉体を痴漢してくれる人を探していた。
真田 忍（さなだ しのぶ）
声：春日アン
一流企業「株式会社クレバイン」で係長を務めている女性。31歳。身長156センチメートル。体重46キログラム。B81/W56/H86。
実力本位のキャリアウーマン。係長にまで出世し、数人の部下を持っているが、頭の堅い性格で失敗した時は容赦なく叱り、自分の失敗にもきっちりと責任をとるなど、自分にも他人にも厳しい。管理職のストレスを発散させるため時々投稿サイトなどで嘘の体験談を投稿するが、今まで男性と付き合ったことがなく、性経験は皆無。
月詠（つくよみ）・星詠（ほしよみ）
声：金田まひる
隈野線の各駅に勃然と現れる双子。女の子の方が月詠で、女装をしている「男の娘」の方が星詠。死期の近い者の前に現れ、警告と死をもたらす「双子の美少女の死神」として都市伝説として語られている。
錦織 小百合（にしきおり さゆり）
声：緒田マリ
アリサの母親。若いころは優秀なフィギュアスケート選手としても有名。38歳。身長157センチメートル。体重52キログラム。B94/W59/H90。
豊満な身体と美貌を持ち、現役を退いた現在でも地元の商店街の人気者。賢妻良母で身持ちが堅く、最近夫との夜の営みが乏しいが我慢している。
間宮 薫子（まみや かおるこ）
声：中家志穂
迅と同じアパートに一人暮らししている女の娘。黒羽学園2年生。身長155センチメートル。体重48キログラム。B92/W64/H90。
生粋のオタクで、東京(秋葉原)に憧れ、黒羽学園進学を口実に上京。迅が目覚める半年前に隣に引っ越してきて、大家の頼みで迅の面倒を見ている。コスプレイヤーの世界では「かみや☆まりん」として有名であり、明るいノリとそのプロポーションにファンも多い。迅を「ジンジン」と呼び、手料理をお裾分けするなど私生活での面倒を見ている。迅が痴漢と分かっていても態度を変えず、むしろ迅に処女をもらって欲しいと思っている他、輪姦願望もある。
黒滝 凛（くろたき りん）
声：水純なな歩
レイヴン「ダークスター」の女性隊長。23歳。整った顔立ちに黒い長髪と、一見可憐で大人しい容姿をしている。身長160センチメートル。体重45キログラム。B95/W56/H89。
同僚の犬飼や猿渡とほぼ互角に渡り合えるほどの実力を持っており、痴漢検挙率トップを誇る。カノンの寵愛を受けており、そのため時々猿渡・犬飼のコンビに嫌がらせを受けているが、さほど気にはしていない。迅のことを知っており、遭う度に複雑な感情を抱いている。

### その他人物
赤司 正義（あかし まさよし）
声：広末涼
迅の悪友の男性。鉄道会社の駅職員。勤務態度は不真面目で、ほぼ毎日自堕落な毎日を過ごしているが、目端の利く性格で上手く立ち回っているため何の問題もなく勤務している。金さえ出せば痴漢のし易いスポットなどを痴漢たちに提供し私腹を肥やしており、痴漢たちの間ではユダと呼ばれている。
Tamura
迅の協力者で、インターネットでの痴漢関係をはじめとする裏サイトを運営している。女性の情報を始めとするありとあらゆる情報に精通している。彼の情報は確かなもので信頼性があり、迅も信頼を寄せている。正体は「最終痴漢電車2」の田村貞冶で、Tamura関係のストーリーを進めると、infoのステータス情報に彼の顔が選択できる。
新明 カノン（しんめい - ）
痴漢撲滅鉄道警備団体「レイヴン」総司令官の女性。32歳。容姿は極上だが生粋のレズで、凛をはじめとする気に入った女性と逢瀬を重ねている。その反面男を心底嫌悪しており、裏ではある画策を目論んでいる。
犬飼 和美（いぬかい かずみ）
レイヴン「ネプチューン」隊長。猿渡と同じく、辛うじて人類と認識できるほどにゴリラに近い筋肉質な体型をしており、痴漢たちを情け容赦なく制裁している。
猿渡 雅美（さるわたり まさみ）
レイヴン「センチネル」隊長。犬飼と同じく、辛うじて人類と認識できるほどにゴリラに近い筋肉質な体型をしており、痴漢たちを残虐非道に制裁している。
禰門 龍（でいもん　りゅう）
『GOD FINGER 迅』のみ登場。左手に「神の手」と呼ばれる悪魔の手とほぼ同等の能力をもつ痴漢。迅を執拗に狙っており、列車内で痴漢バトルを繰り広げる。

## スタッフ
- 原画：M&M[1]
- シナリオ：神無月ニトロ、ひらいでらく、左右田たかひろ(仮)、霧島へるん、さんきち、すまっしゅぱんだ、leimonZ、泉教[1]

## 主題歌
- オープニングテーマ『操り人形の夜-the final-』
  - 歌：青葉りんご
  - 作詞：blackliger
  - 作曲・編曲：磯村カイ
- エンディングテーマ『Go pleasure go sexy』
  - 歌：青葉りんご
  - 作詞・作曲・編曲：磯村カイ

## 評価
Leonekoはおたぽるに寄せた記事の中で、本作について「タイトル通りの凌辱ものだが、しっかりとしたシナリオによりゲーム性が保たれている」と評価しており、単なる痴漢ものではないとした。
またLeonekoは、本作の主題歌『操り人形の夜 –the final-』の演奏スタイルを正統派のHR/HMと評しつつも、ギターリフが前面に出ていない点からハードなJ-Rockともとれると述べた。

## 関連作品
- 前作：最終痴漢電車2（2003年12月19日）
- 前々作：最終痴漢電車（2001年10月26日）
- 『GOD FINGER 迅』作画：リボルバー 2013年10月25日発行（2013年11月6日発売）、ISBN 978-4-04-729185-0